# Biologische Aktivität
Als biologische Aktivität bezeichnet man die Gesamtheit der im Boden ablaufenden biologischen Prozesse. Sie ist umso größer, je reicher und vielfältiger das Bodenleben ist.
Die biologische Aktivität und damit die Bodenfruchtbarkeit werden durch die Beachtung folgender Punkte gefördert:
- Zufuhr organischer Substanz in Form von z. B. Wirtschaftsdüngern, Ernterückständen, Stroh, Rübenblatt, Gründüngung, Kompost. Damit die Bodenorganismen dieses Nahrungsangebot optimal verwerten können, soll die organische Masse nicht zu tief vergraben werden.
- Vielfältige Fruchtfolgen: Ein vielfältiges Nahrungsangebot bietet einer Vielzahl von Tier- und Mikrobenarten Entwicklungsmöglichkeiten. Mit dem Artenreichtum steigt die Stabilität der Lebensgemeinschaft und ihre Umsatzleistung.
- Gute Nährstoffversorgung: Mikroorganismen haben ähnliche Nährstoffansprüche wie die höheren Pflanzen. Ein stärkeres Pflanzenwachstum bedeutet mehr Ernterückstände und damit mehr Futter für die Bodenlebewesen. Der sachgemäße Einsatz von Mineraldünger hat deshalb einen positiven Einfluss auf die Umsatzleistung der Mikroorganismen. Bei stickstoffbindenden Bakterien sinkt allerdings mit zunehmendem Gehalt der Böden an Ammoniumstickstoff (NH4+) und Nitratstickstoff die Fähigkeit, Luftstickstoff zu binden.
- Optimaler pH-Wert: Die Mehrzahl der Bodenorganismen schränkt ihre Aktivität mit zunehmender Versauerung ein. Eine Kalkung fördert in diesem Fall das Bodenleben durch Anheben des pH-Wertes.
- Ungestörte Lebensbedingungen: Bodentiere, insbesondere die Regenwürmer, entwickeln sich am besten, wenn ihr Lebensraum nicht gestört wird. Konservierende Bodenbearbeitung erfüllt diese Voraussetzungen am besten. Bei wendender Bodenbearbeitung soll nicht zu tief gepflügt und der Pflug nur nach Bedarf eingesetzt werden.
- Ausreichende Feuchtigkeit, Wärme und Durchlüftung: Voraussetzung dafür ist eine gute Bodenstruktur. Eine Auswirkung gesteigerter biologischer Aktivität ist die starke N-Nachlieferung humoser, gut durchlüfteter Böden bei feucht-warmer Witterung ab Mai.

Der Einsatz von Pflanzenschutzmitteln nach den Grundsätzen des integrierten Pflanzenbaus mindert die Leistungsfähigkeit der Mikroorganismen nicht nachhaltig. Einige Bodenentseuchungsmittel und sehr enge Spritzfolgen können das Bodenleben vorübergehend schädigen. Manche Pflanzenschutzmittel können bei ständiger Anwendung in Dauerkulturen (z. B. Obstbau und Weinbau) das Artenspektrum, die Individuendichte und die Biomasse von Bodentieren beeinträchtigen. Die Langzeitwirkungen von Pflanzenschutzmitteln auf das Artenspektrum der Mikroorganismen und auf die Bodenfauna sind Gegenstand der Forschung; sie beeinflussen das Artenspektrum.